# Dörte Schmidt
Dörte Schmidt (* 1964 in Pfullendorf) ist eine deutsche Musikwissenschaftlerin und Professorin an der Universität der Künste Berlin.

## Bildung
Schmidt begann ihre akademische Laufbahn mit einem Studium der Schulmusik mit dem künstlerischen Hauptfach Viola, gefolgt von Musikwissenschaft, Germanistik und Philosophie in den Städten Hannover, Berlin und Freiburg. Während ihrer Studienzeit war sie Stipendiatin des evangelischen Studienwerkes Villigst, bei welchem sie später auch Vertrauensdozentin war.
1992 promovierte sie bei Hermann Danuser an der Albert-Ludwigs-Universität Freiburg im Breisgau mit einer Arbeit über das zeitgenössische Musiktheater. Diese Arbeit wurde 1993 unter dem Titel Lenz im Zeitgenössischen Musiktheater. Literaturoper als kompositorisches Projekt bei Bernd Alois Zimmermann, Friedrich Goldmann, Wolfgang Rihm und Michèle Reverdy veröffentlicht.

## Berufliche Laufbahn
Nach ihrer Promotion wurde Schmidt Stipendiatin verschiedener Einrichtungen wie der Paul-Sacher-Stiftung, des DAAD und der Maison des Sciences de l’Homme in Paris. Im Dezember 1992 begann sie am Musikwissenschaftlichen Institut der Ruhr-Universität Bochum zu arbeiten, zuerst als wissenschaftliche Mitarbeiterin und später als wissenschaftliche Assistentin von Werner Breig.
Ihre Habilitation erfolgte 1997 in Bochum mit der Arbeit „Armide hinter den Spiegeln. Lully, Gluck und die Möglichkeiten der dramatischen Parodie“, die 2001 veröffentlicht wurde. Anschließend hatte sie verschiedene Vertretungsprofessuren in Freiburg, Bochum und Stuttgart, bevor sie von 2000 bis 2006 als Professorin für Musikwissenschaft an der Musikhochschule Stuttgart tätig war.
Seit dem Wintersemester 2006 ist Schmidt Professorin für Musikwissenschaft an der Universität der Künste Berlin. Dort übernahm sie zahlreiche Führungsaufgaben, darunter als Mitglied im Akademischen Senat und als Vorsitzende der Senatskommission für das Bibliothekswesen.
Schmidt ist auch außerhalb der akademischen Welt tätig. Seit 2010 ist sie Vizepräsidentin des Landesmusikrats Berlin und seit 2013 Präsidiumsmitglied im Deutschen Musikrat. Sie ist zudem Mitglied im Beirat des Musik-Informationszentrums (MIZ).
Seit 2016 leitet sie die Bernd Alois Zimmermann-Gesamtausgabe und ist Mitglied der Berlin-Brandenburgischen Akademie der Wissenschaften, wo sie in verschiedenen Funktionen tätig ist.
Des Weiteren war sie Mitglied des Editorial Board der Acta Musicologica
2015 wurde sie Mitglied des Fachausschusses Kulturelles Erbe und 2019 des neu gegründeten Fachausschusses Digitalisierung und Künstliche Intelligenz im Deutschen Kulturrat. Seit 2021 ist sie Sprecherin des Culture Advisory Council im Konsortium NFDI4Culture.

## Veröffentlichungen (Auswahl)
- Dörte Schmidt: Lenz im zeitgenössischen Musiktheater. In: SpringerLink. 1993, doi:10.1007/978-3-476-03483-0.
- Dörte Schmidt: Armide hinter den Spiegeln: Lully, Gluck und die Möglichkeiten der dramatischen Parodie (= M-&-P-Schriftenreihe für Wissenschaft und Forschung). Metzler, Stuttgart Weimar 2001, ISBN 978-3-476-45280-1.